# Nacionalna suspilna teleradiokompanija Ukrajiny
Nacionalna suspilna teleradiokompanija Ukrajiny (NSTU, ukrajinsky Національна суспільна телерадіокомпанія України, НСТУ; dříve Nacionalna telekompanija Ukrajiny, NTU, ukrajinsky Національна телекомпанія України, НТУ) je veřejnoprávní vysílací společnost na Ukrajině.

## Přehled
NTU je veřejnoprávní televize, který provozuje televizní stanicí Peršyj nacionalnyj, jediným ukrajinský televizní kanál pokrývající více než 97 % území Ukrajiny. Pořady jsou orientovány na všechny společenské vrstvy ukrajinské společnosti a národnostní menšiny.
Zaměřuje se především na informativní publicistiku a populárně vědecké, kulturní, zábavné a sportovně orientované pořady. Podle diváckého ratingu v podstatě táhne Peršyj nacionalnyj za sebou všichny své novější soukromé televizní stanice.
V roce 2012 vysílala spolu s Polskou televizí Mistrovství Evropy ve fotbale.

## Historie televizního centra
První oficiální pokus o živé vysílání na Ukrajině se uskutečnil 1. února 1939. Natáčení se konalo v malém studiu v Kyjevě. První živé vysílání bylo dlouhé 40 minut. Jednalo se o portrét Grigorije Ordžonikidzeho. Druhý pokus se konal až po určité době, po ukončení druhé světové války 6. a 7. listopadu 1951, kdy Kyjevské studio odvysílalo dva pořady. 6. listopadu 1951 Kyjevské studio vysílalo vlastenecký film "The Great Glow". Další den vysílalo slavnostní ukázky k výročí 34. výročí Velké říjnové socialistické revoluce.
Dne 1. května 1952 byl vysílán koncert (uskutečněný v jediném ateliéru televize – Studiu B) velkých ukrajinských zpěváků, sólistů opery v Kyjevě. Moderátorka koncertu byla první hlasatelka televizního centra v Kyjevě, Novela Separionova. V roce 1953 byla dokončena stavba budovy televizního centra v Kyjevě, na ulici Chreščatyk 26, těsně po dokončení televizního centra v Moskvě a Leningradě.
Pravidelné vysílání započalo roku 1956. Od tohoto roku, televizní centrum bylo on air dvakrát denně a přenášelo hrané filmy či dokumenty. Živé vysílání bylo jedinou formou vysílání. Nahrávání videa se stala obvyklou v polovině roku 1960.